# Istiophoridae

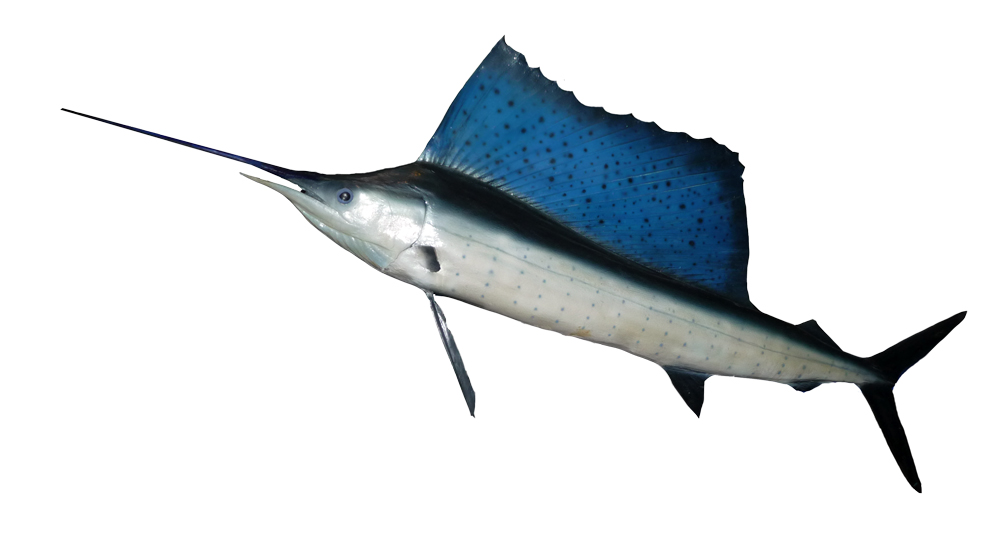
Istiophorus platypterus

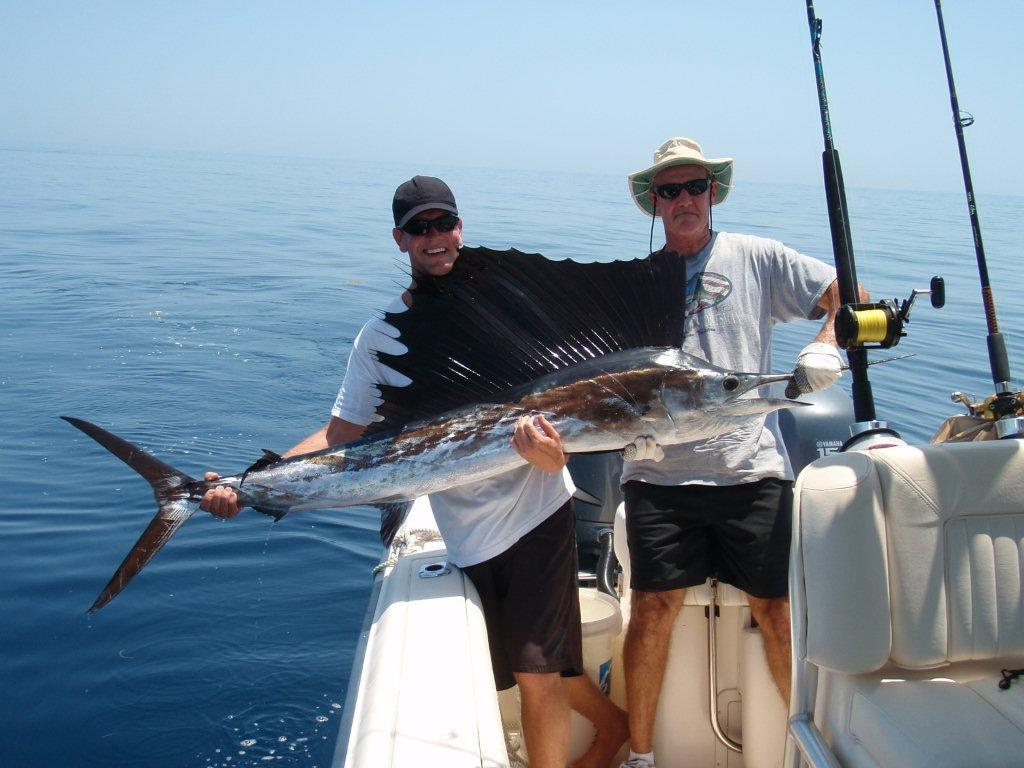
Istiophorus albicans

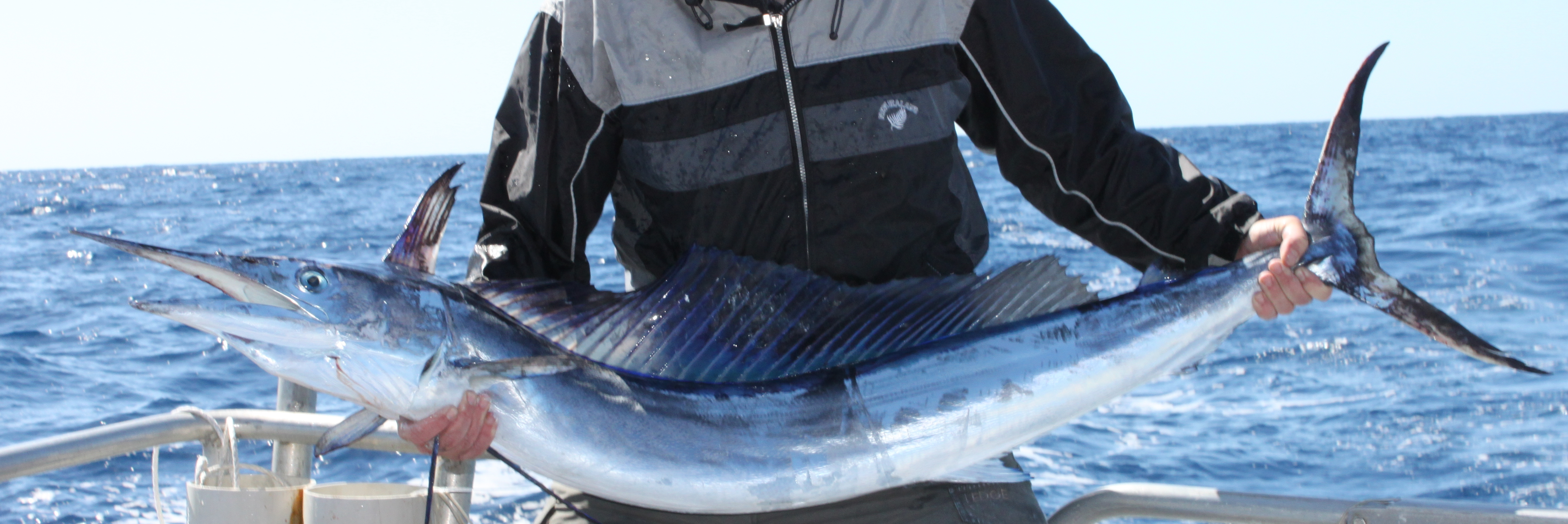
Tetrapturus angustirostris

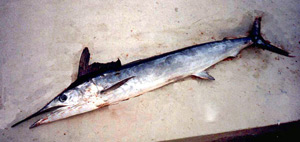
Tetrapturus belone

La famiglia Istiophoridae comprende 11 specie di grossi pesci  pelagici noti comunemente come marlin.

## Distribuzione e habitat
Sono presenti in tutti i mari e negli oceani tropicali (dove hanno la loro massima diversità) e temperati caldi.
Nel mar Mediterraneo sono segnalate sette specie di tutti e tre i generi ma vi formano popolazioni stabili solo due di esse: Kajikia albida e Tetrapturus belone. T. belone è una specie endemica del Mediterraneo.
Sono pesci pelagici che vivono in acque aperte più o meno lontano dalle coste.

## Descrizione
Sono simili al pesce spada ma se ne differenziano per la presenza di piccole scaglie e denti, la pinna dorsale lunga (e molto alta negli Istiophorus), le pinne ventrali presenti, il rostro ("spada") cilindrico e non piatto e per la presenza di quattro carene (due per lato) sul peduncolo caudale. La linea laterale è presente.
Il colore è di solito blu acciaio sul dorso e bianco madreperlaceo sul ventre ma in molte specie vi sono anche linee verticali e punti di vario colore. La pinna dorsale dei pesci vela (Istiophorus) è brillantemente colorata di blu e violetto con punti e macchie scuri.
Sono pesci di grosse dimensioni, con lunghezze che vanno da meno di due metri per il Tetrapturus georgii ad oltre cinque metri per i Makaira.

## Biologia
Si nutrono di pesci pelagici come scombridi, clupeidi e carangidi che tramortiscono con il rostro.

## Pesca
Hanno carni ottime, pari a quelle del pesce spada e vengono pescati attivamente con ogni tecnica di pesca commerciale come tonnare, reti di vario tipo, palamiti ed arpioni. I pescatori sportivi li insidiano soprattutto alla traina. Il turismo dovuto alla pesca al marlin o al pesce vela rappresenta una fonte di entrate non indifferente per diversi paesi tropicali. 

## Specie
- Genere Istiompax
  - Istiompax indica
- Genere Istiophorus
  - Istiophorus albicans 
  - Istiophorus platypterus
- Genere Kajikia
  - Kajikia albida 
  - Kajikia audax
- Genere Makaira
  - Makaira mazara
  - Makaira nigricans
- Genere Tetrapturus
  - Tetrapturus angustirostris
  - Tetrapturus belone
  - Tetrapturus georgii
  - Tetrapturus pfluegeri